# 拟艾纳香属
拟艾纳香属（学名：Blumeopsis），也称拟艾脑属，是菊科下的一个属，为直立草本植物。该属仅有拟艾纳香（Blumeopsis flava）一种，分布于亚洲东南部。

## 下属物种
拟艾纳香 Blumeopsis flava